# Velikij Magaraz
Velikij Magaraz è un film del 1915 diretto da Viktor Turžanskij e da Anatolij Kamenskij.